# الغزلان (عفرين)
الغزلان  قرية سوريّة تتبع إداريّاً لمحافظة حلب منطقة عفرين ناحية راجو، بلغ تعداد سكانها 154 نسمة حسب التعداد السكاني لعام 2004.